# Vaux-en-Pré
Vaux-en-Pré is een gemeente in het Franse departement Saône-et-Loire (regio Bourgogne-Franche-Comté) en telt 106 inwoners (2009). De plaats maakt deel uit van het arrondissement Chalon-sur-Saône.

## Geografie
De oppervlakte van Vaux-en-Pré bedraagt 4,3 km², de bevolkingsdichtheid is dus 24,7 inwoners per km².
De onderstaande kaart toont de ligging van Vaux-en-Pré met de belangrijkste infrastructuur en aangrenzende gemeenten.

## Demografie
Onderstaande figuur toont het verloop van het inwonertal (bron: INSEE-tellingen).